# Siergiej Matwijenko
Siergiej Władimirowicz Matwijenko (ros. Сергей Владимирович Матвиенко; ur. 3 czerwca 1972 w Kustanaju) – kazachski zapaśnik w stylu klasycznym. Dwukrotny olimpijczyk. Jedenasty zawodnik Igrzysk w Atlancie 1996 w kategorii 90 kg. Szósty w Sydney 2000 w kategorii 90 kg.
Rozpoczynał karierę jako zawodnik radziecki. Był mistrzem świata kadetów w 1991 roku. Od 1993 startuje dla Kazachstanu. Czterokrotny uczestnik Mistrzostw Świata, dziesiąty w 2001 roku. Złoty medal Igrzysk Azjatyckich w 1998 roku. Pięciokrotny medalista Mistrzostw Azji, złoty w 1993, 1995, 1996 i 1999. Najlepszy zawodnik Igrzysk Wschodniej Azji z 2001 i Azji Centralnej z 1999. Pierwszy w Pucharze Świata w 1995 i 1997 roku.